# Eduard Buchner
Eduard Buchner (München, 20 mei 1860 – aldaar, 13 augustus 1917) was een Duits scheikundige. In 1907 won hij de Nobelprijs voor Scheikunde voor zijn verdiensten in de gisttechnologie.

## Biografie
Buchner werd geboren in München als zoon van de arts Ernst Buchner en Friederike Martin. Het was zijn tien jaar oudere broer, Hans Buchner, die een bekend bacterioloog zou worden die hem in staat stelde om een algemene studie te volgen in plaats van de commerciële carrière die zijn vader voor hem voor ogen had. Hij begon in 1884 met zijn studies scheikunde bij Adolf von Baeyer en plantkunde bij professor Carl von Nägeli aan het Botanisch instituut te München. Hij promoveerde in 1888 aan de Universiteit van München nadat hij een tijd had samengewerkt met Otto Fischer in Erlangen.
Hij was achtereenvolgens docent scheikunde aan de universiteiten van München (1888-1893) en Kiel (1893-1896), buitengewoon hoogleraar te Tübingen (1896-1898) en hoogleraar aan de landbouwhogeschool te Berlijn (1898-1909). In 1909 werd benoemd tot hoogleraar aan de Universiteit van Breslau en in 1911 aan de Universiteit van Würzburg.
Zijn bekendste ontdekking deed Buchner in 1896 toen hij zijn broer Hans hielp bij diens onderzoek naar het bewaren van eiwitextracten uit gistcellen. Eduard voegde suiker toe aan het eiwitextract in de verwachting dat dit zou helpen in het bewaarproces. Daarentegen begon het mengsel van eitwitextract en suiker te bubbelen daar het suiker door de gistcellen werd omgezet in alcohol in een proces dat glycolyse wordt genoemd. Het jaar erop publiceerde hij de eerste resultaten van zijn onderzoek in het artikel "Alkoholische Gärung ohne Hefezellen".
In 1900 trouwde Buchner met Lotte Stahl (1876-1963), de dochter van een wiskundige aan de Universiteit van Tübingen. In de Eerste Wereldoorlog diende Buchner als majoor in het Duitse leger in een ziekenhuis aan het front in Focşani (Roemenië). Op 3 augustus 1917 raakte Buchner tijdens een granaataanval zwaargewond. Hij stierf negen dagen later aan zijn verwondingen.
Algemeen wordt gedacht dat de Büchnerfilter van Eduard afkomstig is. De vinding van het Büchnerfilter is echter afkomstig van de industriële chemicus Ernst Büchner. Zijn naam is wel verbonden aan de Buchner-Curtius-Schlotterbeck-reactie.
1901: Van 't Hoff ·
1902: E. Fischer ·
1903: Arrhenius ·
1904: Ramsay ·
1905: Baeyer ·
1906: Moissan ·
1907: Buchner ·
1908: Rutherford ·
1909: Ostwald ·
1910: Wallach ·
1911: Curie ·
1912: Grignard, Sabatier ·
1913: Werner ·
1914: Richards ·
1915: Willstätter ·
1918: Haber ·
1920: Nernst ·
1921: Soddy ·
1922: Aston ·
1923: Pregl ·
1925: Zsigmondy ·
1926: Svedberg ·
1927: Wieland ·
1928: Windaus ·
1929: Harden, Euler-Chelpin ·
1930: H. Fischer · 
1931: Bosch, Bergius ·
1932: Langmuir ·
1934: Urey ·
1935: F. Joliot-Curie, I. Joliot-Curie ·
1936: Debye ·
1937: Haworth, Karrer ·
1938: Kuhn ·
1939: Butenandt, Ružička ·
1943: Hevesy · 
1944: Hahn ·
1945: Virtanen ·
1946: Sumner, Northrop, Stanley ·
1947: Robinson · 
1948: Tiselius · 
1949: Giauque ·
1950: Diels, Alder ·
1951: McMillan, Seaborg ·
1952: Martin, Synge ·
1953: Staudinger ·
1954: Pauling ·
1955: Vigneaud ·
1956: Hinshelwood, Semjonov ·
1957: Todd ·
1958: Sanger ·
1959: Heyrovský ·
1960: Libby ·
1961: Calvin ·
1962: Perutz, Kendrew ·
1963: Ziegler, Natta ·
1964: Hodgkin ·
1965: Woodward ·
1966: Mulliken ·
1967: Eigen, Norrish, Porter ·
1968: Onsager ·
1969: Barton, Hassel ·
1970: Leloir ·
1971: Herzberg ·
1972: Anfinsen, Moore, Stein · 
1973: E.O. Fischer, Wilkinson · 
1974: Flory ·
1975: Cornforth, Prelog ·
1976: Lipscomb ·
1977: Prigogine · 
1978: Mitchell ·
1979: Brown, Wittig ·
1980: Berg, Gilbert, Sanger ·
1981: Fukui, Hoffmann ·
1982: Klug ·
1983: Taube ·
1984: Merrifield ·
1985: Hauptman, Karle ·
1986: Herschbach, Lee, Polanyi ·
1987: Cram, Lehn, Pedersen ·
1988: Deisenhofer, Huber, Michel ·
1989: Altman, Cech ·
1990: Corey ·
1991: Ernst ·
1992: Marcus ·
1993: Mullis, Smith ·
1994: Olah ·
1995: Crutzen, Molina, Rowland ·
1996: Curl, Kroto, Smalley ·
1997: Boyer, Walker, Skou ·
1998: Kohn, Pople ·
1999: Zewail ·
2000: Heeger, MacDiarmid, Shirakawa ·
2001: Knowles, Noyori, Sharpless ·
2002: Fenn, Tanaka, Wüthrich ·
2003: Agre, MacKinnon ·
2004: Ciechanover, Hershko, Rose ·
2005: Grubbs, Schrock, Chauvin ·
2006: Kornberg ·
2007: Ertl ·
2008: Shimomura, Chalfie, Tsien ·
2009: Steitz, Yonath, Ramakrishnan ·
2010: Heck, Negishi, Suzuki ·
2011: Shechtman ·
2012: Kobilka, Lefkowitz ·
2013: Karplus, Levitt, Warshel ·
2014: Betzig, Hell, Moerner ·
2015: Lindahl, Modrich, Sancar ·
2016: Sauvage, Stoddart, Feringa ·
2017: Dubochet, Frank, Henderson · 
2018: Arnold, Winter, Smith ·   
2019: Goodenough, Whittingham, Yoshino ·
2020: Charpentier, Doudna ·
2021: List, MacMillan ·
2022: Bertozzi, Meldal, Sharpless ·
2023: Bawendi, Brus, Jekimov ·
2024: Baker, Hassabis, Jumper